# Vydrica (Bratislava)

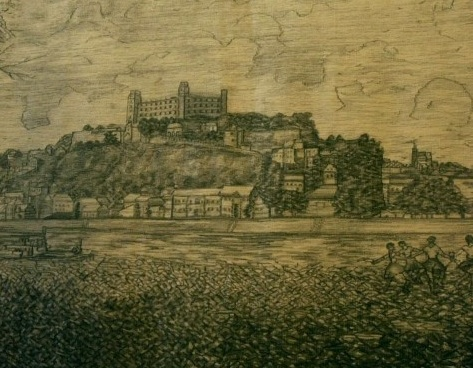
Vydrica v 19. století nebo na počátku 20. století (pravá část obrázku)

Vydrica (něm. Weidritz, někdy i Wödritz, Maď. Vödric) je bývalá osada pod Bratislavským hradem ve Starém Městě.
Vznikla nejpozději kolem roku 1360, pravděpodobně přestěhováním obyvatel bývalé stejnojmenné osady z dnešní jižní Mlýnské doliny (viz Vydrica (Mlynská dolina)). Nová Vydrica byla původně jednouliční osada za branou městských hradeb (od 15. století podle této osady nazývanou Vydrická brána). Byla to jedna ze čtyř městských bran a vycházela přes ni středověká obchodní cesta.
Od 18. století do druhé světové války byla Vydrica s okolím známá prostitucí. Převážná většina domů Vydrice byla zbourána kolem roku 1960 a kolem roku 1970 v souvislosti s výstavbou mostu SNP. Plánuje se její opětovné zastavění.